# 日月村
日月村（邵語：Barawbaw），是台灣南投縣魚池鄉的一個村，位於日月潭東南岸，2012年2月人口數約1,007人。

## 概要
日月村最主要的聚落為伊達邵（邵語：Ita Thau，意即「我們是人」）。舊稱北堀、卜吉社（邵語：Barawbaw）、德化社，是原住民族邵族的主要居住地之一（另一為水里鄉邵族雨社山聚落）。
該村有省道台21甲線通過，是由埔里鎮通往水里鄉、阿里山鄉或玉山等地區之中點站。村內有慈恩塔、玄奘寺等聞名中外的觀光景點，及名列「明潭四秀」的水社大山、青龍山登山步道。其中水社大山亦列名登山界所謂的「日月潭四兄妹」之首。居民大多以觀光事業維生，如經營遊艇、藝品、餐飲、民宿及旅館等。
日月村另有南邊湖、葫蘆崙、潭頭等小型聚落。

## 外部連結
- 日月潭國家風景區